# Magyar női jégkorongbajnokság
A magyar női jégkorong bajnokságot az 1993–94-es szezontól rendeznek.

## A 2020–2021-es szezon csapatai
- Ferencvárosi TC-Telekom
- Kanadai Magyar Hokiklub (KMH)
- MAC Budapest

## Bajnokcsapatok
| Szezon | Magyar bajnok       | Ezüstérmes           |
| ------ | ------------------- | -------------------- |
| 1994   | Lombardi Marilyn HC | Burger King          |
| 1995   | Marilyn HC          | Amazonok             |
| 1996   | Marilyn HC          | Amazonok             |
| 1997   | Marilyn HC          | Amazonok             |
| 1998   | Marilyn HC          | Amazonok             |
| 1999   | Marilyn HC          | Amazonok             |
| 2000   | Marilyn HC          | Amazonok             |
| 2001   | Marilyn HC          | Amazonok             |
| 2002   | Marilyn HC          | Amazonok             |
| 2003   | Marilyn HC          | FTC-Amazonok         |
| 2004   | UTE-Marilyn         | FTC-Amazonok         |
| 2005   | UTE-Marilyn         | Justicia SC          |
| 2006   | FTC Stars           | UTE-Marilyn          |
| 2007   | UTE-Marilyn         | FTC Stars            |
| 2008   | FTC Stars           | UTE-Marilyn          |
| 2009   | UTE-Marilyn         | UTE-Marilyn U18      |
| 2010   | UTE-Marilyn         | FTC                  |
| 2011   | MTK-Exit            | UTE-Marilyn          |
| 2012   | Bp. Sztárok SE      | Marilyn HC           |
| 2013   | Vasas HC            | Marilyn HC           |
| 2014   | Marilyn HC          | Vasas SC             |
| 2015   | KMH                 | Marilyn HC           |
| 2016   | KMH                 | MAC Budapest         |
| 2017   | KMH                 | Gepárd JE            |
| 2018   | KMH                 | MAC Budapest         |
| 2019   | KMH                 | MAC Budapest-Marilyn |
| 2020   | KMH                 | MAC Budapest-Marilyn |

## Külső hivatkozások
- Magyar Jégkorong Szövetség hivatalos honlapja